# 聖母子 (アルテミジア・ジェンティレスキ)
『聖母子』（せいぼし、伊: La Madonna col Bambino, 英: The Madonna and Child）は、イタリアのバロック期の女性画家アルテミジア・ジェンティレスキが1610年頃に制作した絵画である。油彩。聖母子を主題としている。現在は『聖チェチリア』（Santa Cecilia）とともにローマのスパーダ絵画館に所蔵されている。

## 作品

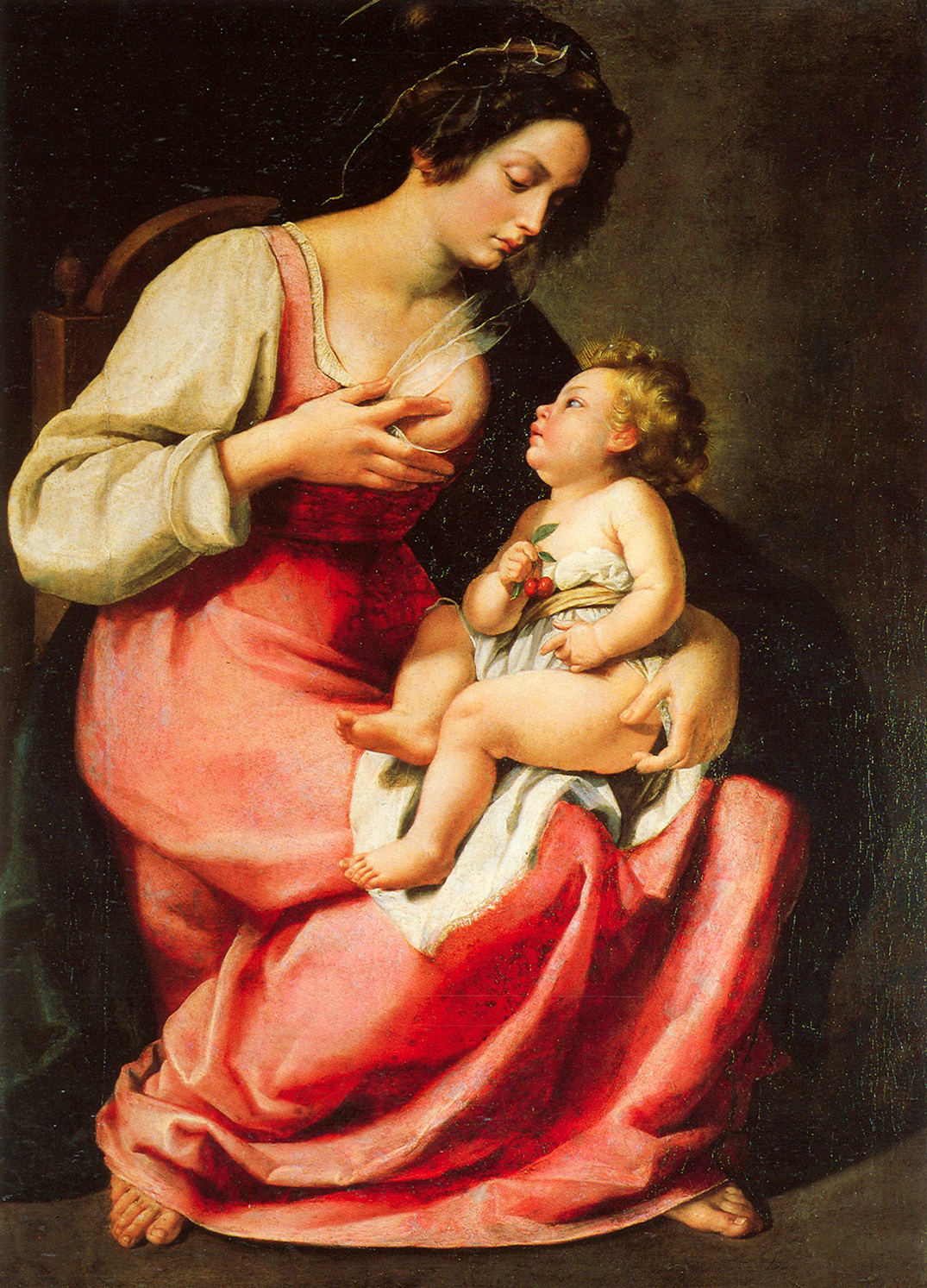
ジョヴァンニ・フランチェスコ・グエッリエリによる複製。パラティーナ美術館所蔵。

若いアルテミジアは独創的な母子間の親密な一場面を考案している。ピンク色のドレスを着た聖母マリアは白木造りの椅子に座り、幼児のイエス・キリストに授乳している。しかし聖母マリアは授乳の最中にうとうと眠りに落ちてしまい、頭はわずかに傾き、まぶたは半分閉じられている。それを見た金髪の幼児キリストは母に注意を向けながら、小さな左手を伸ばし、頬にそっと触れて母を目覚めさせようとしている。
1837年に制作されたエングレーヴィングは衣文の配置が現在見られるものよりも複雑であったことを示している。
1969年から1970年にかけて行われた修復により、後代の大幅な修正と上塗りが除去され、深い栗色の影を持つピンクのドレスと青いマントが明らかになった。

### 帰属
絵画は一連のイタリアの画家によるものとされていたが、1992年に記録文書の調査により、17世紀に絵画を所有したアレッサンドロ・ビッフィ（Alessandro Biffi）の1637年の目録記録が発見され、アルテミジアに帰属された。帰属の問題はピッティ宮殿に同じサイズの『聖母子』が存在したことで複雑になった。しかし、スパーダ美術館のバージョンはピッティ宮殿のバージョンよりも「より確実である」と判断された。研究者たちは長い間、ピッティ宮殿のバージョンはスパーダ美術館のバージョンよりも慣習的に美しいと考えられていたことから、聖母の描写を考慮してアルテミシアの作品はピッティ宮殿のバージョンであると信じていた。しかしピッティ宮殿のバージョンは1954年にフェデリコ・ゼーリによってジョヴァンニ・フランチェスコ・グエッリエリに帰属され、この帰属は1958年にアンドレア・エミリアーニに受け入れられた。

## 来歴
1992年に発見された記録文書によると、17世紀に本作品を所有した人物はアレッサンドロ・ビッフィであった。ビッフィはヴェラーリ家の近くに住居を借りていたが、家賃を滞納したとき、財産の一部を譲渡することによって負債の返済に充てることを認めた。ビッフィが所有した作品は1637年の彼の目録に記載されており、ビッフィの死後にヴェラーリ家（Veralli family）に遺贈された。その後、絵画はヴェラーリ家（Veralli family）の相続人であったジュリア・ヴェラーリ（Giulia Veralli）が死去した1643年以降に、彼女の唯一の姉妹で、1636年にオラツィオ・スパーダ（Orazio Spada）と結婚したカステル・ヴィスカルド侯爵夫人マリア・ヴェラーリ（Marchesa Maria Veralli）を通じてスパーダ家のコレクションに入ったと考えられている。

## ギャラリー

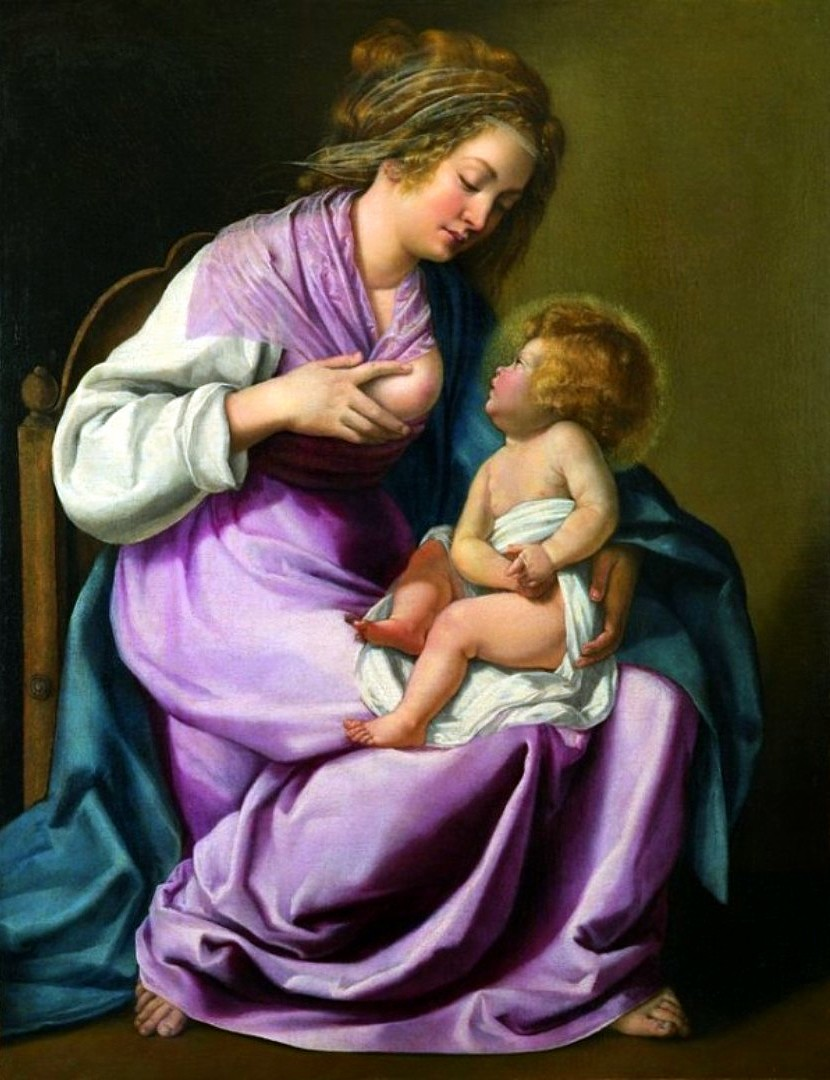
『授乳する聖母』1616年から1618年の間 個人蔵
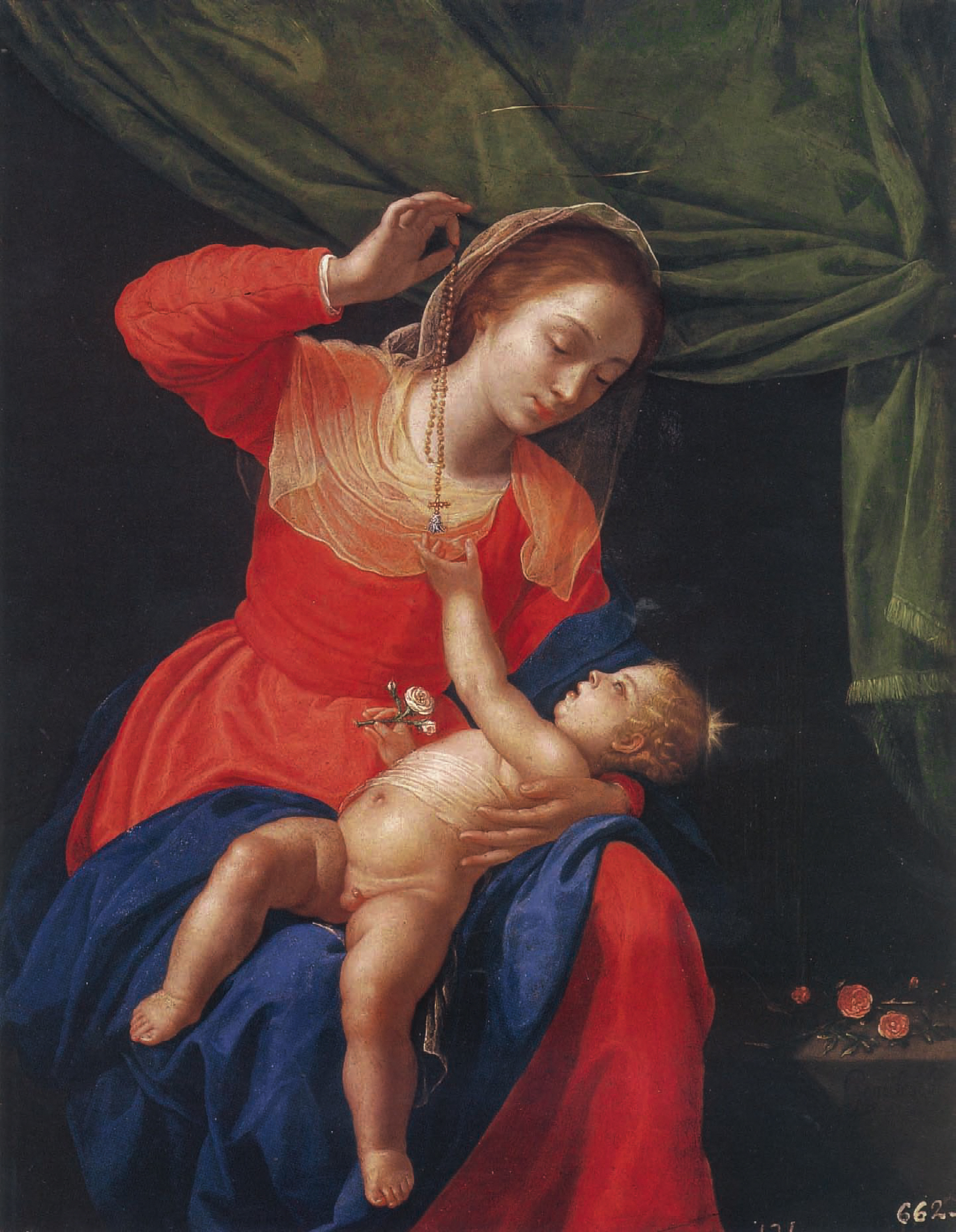
『ロザリオの聖母』1651年 エル・エスコリアル修道院所蔵